# チョクラルスキー法

チョクラルスキー法の概略図

チョクラルスキー法（チョクラルスキーほう）とは半導体（シリコン、ゲルマニウム、ヒ化ガリウム）、金属（白金、金、銀）、塩類、人造宝石向けに使用される超高純度の単結晶を成長させる、結晶育成法のひとつである。

## 解説
大きな単結晶のインゴットもしくはボールを成長させる最も重要な用途はシリコンであると思われる。高純度の半導体級のシリコンは石英で出来た坩堝の中で溶融状態され、ドーパントとして極微量のホウ素或いはリンが添加される。これによりN型或いはP型であるかが決まる。なお、坩堝での溶融時には添加せず、後の工程で添加する製法もある。
種結晶を坩堝内で溶融状態のシリコンに接触させてゆっくりと回転させながら引き上げる。この時、温度制御を厳密に行う必要がある。これらのプロセスは余計な化学反応を防ぐ為、不活性のアルゴンガスの雰囲気の中で行われる。装置の内面は耐熱性、耐薬品性に優れた石英で覆われている。異方性エッチングの工程に影響するインゴットの結晶面は種結晶の方向で決まる。

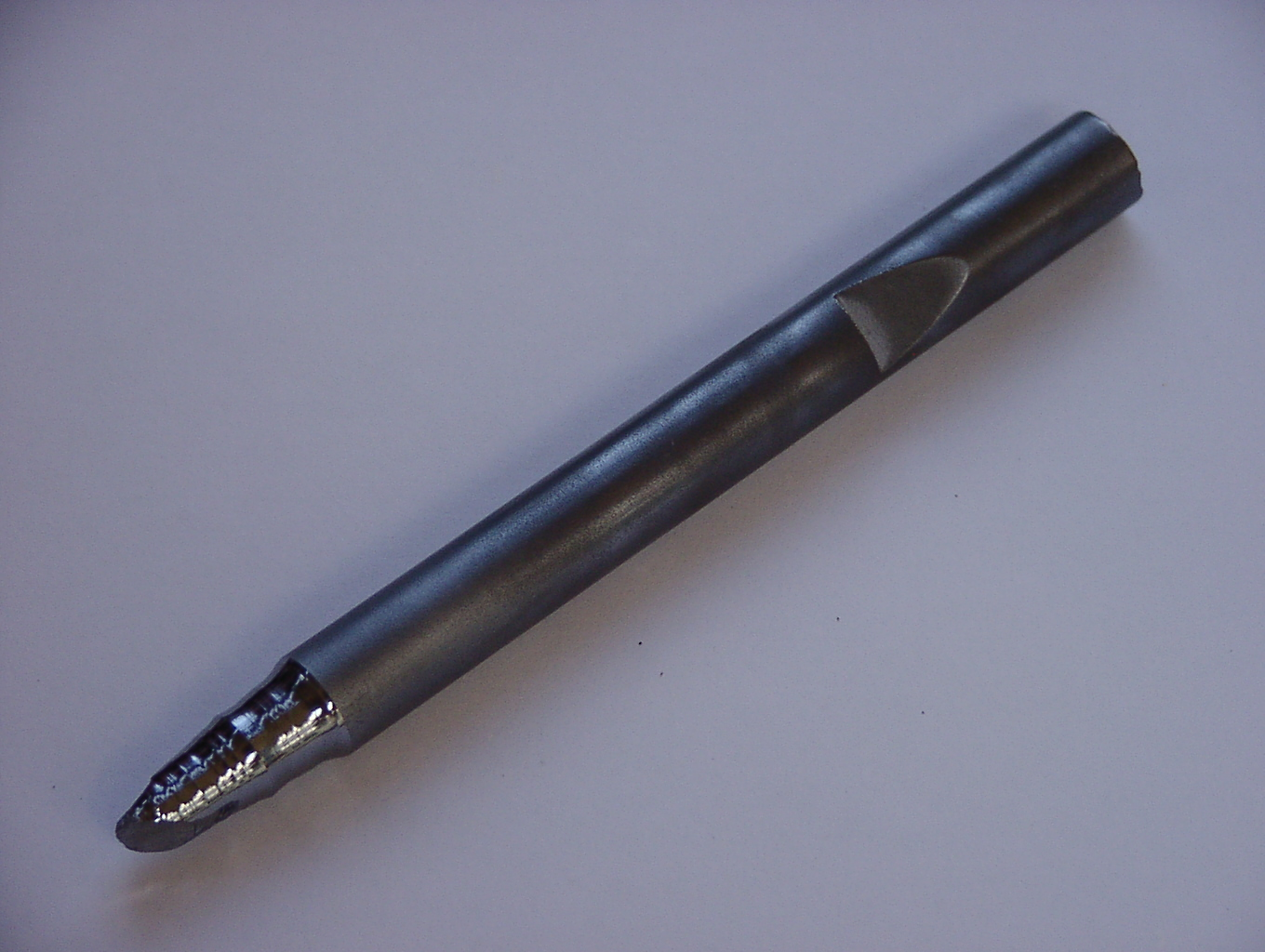
種結晶をチョクラルスキー法により引き上げて成長した単結晶 シリコン

今日得られるシリコンインゴットの最大の直径は450ミリメートル、全長1〜2メートルに達する。産業用には直径200ミリメートル〜300ミリメートルの単結晶インゴットが使用される。インゴットをワイヤーソーで厚さ0.2ミリメートル〜0.7ミリメートルにスライスして磨く。
シリコンの単結晶を成長させる過程で坩堝の素材である石英の壁面から溶け出した酸素が格子欠陥{\displaystyle 10^{18}\,\mathrm {cm} ^{-3}}の原因になる。しかし、酸素の混入を利点とする手段もある。酸素は混入した微量の金属元素を酸化する事により固定してくれる。また、酸素を含んだシリコンで作られた放射線検出器は高エネルギー物理学で用いられる。
この製造法はポーランドの科学者であるジャン・チョクラルスキーが1916年に金属の結晶化において発明した事に因む。

## 参考画像

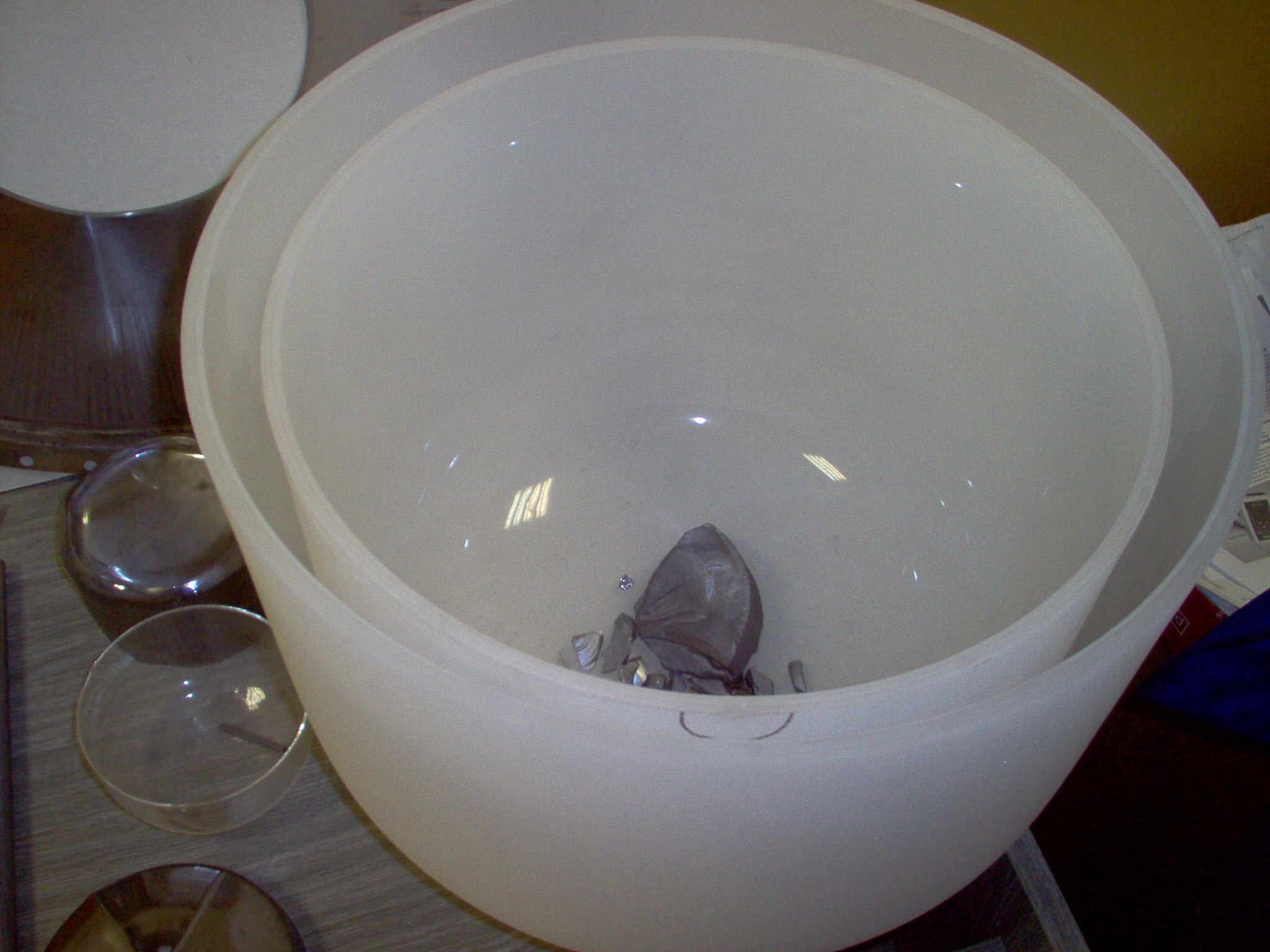
チョクラルスキー法で使われるるつぼ
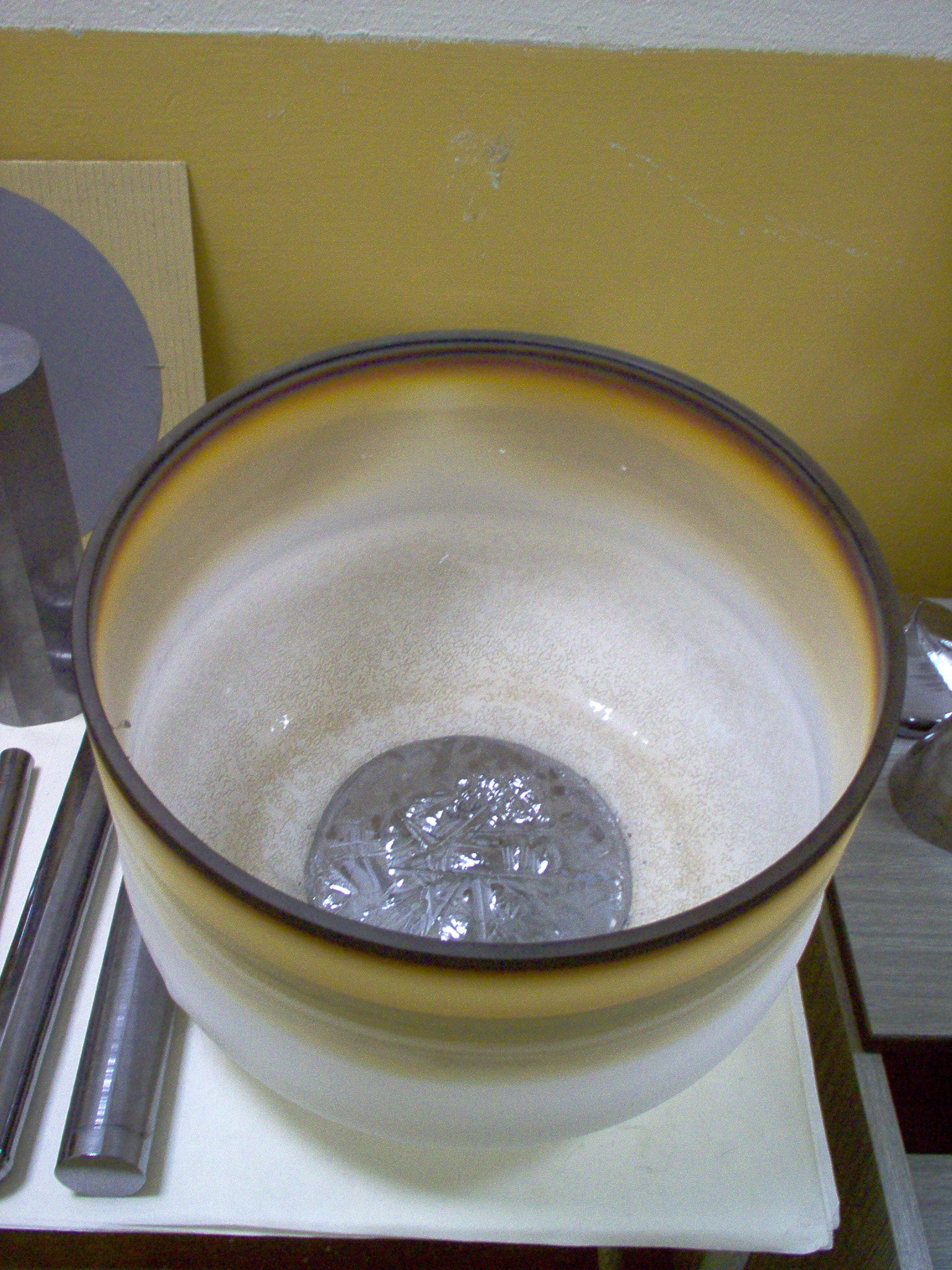
使用後のるつぼ
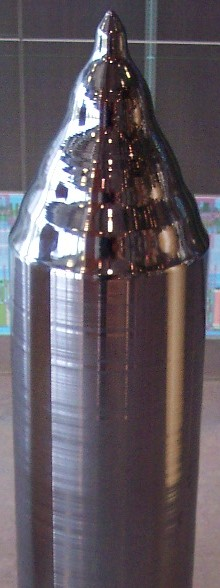
シリコンインゴット